# Bălești (Vrancea)
Bălești es una comuna ubicada en el distrito de Vrancea, Rumania.

## Superficie
Posee una superficie de 39,55 kilómetros cuadrados.

## Demografía
Hasta 2021 la población era de 1938 habitantes, con una densidad de población de 49,0 habitantes por kilómetro cuadrado.